# Transformers Mentő Botok
A Transformers Mentő Botok (eredeti cím: Transformers: Rescue Bots) 2012-től 2016-ig vetített amerikai–kanadai televíziós 2D-s számítógépes animációs sorozat, amely a Hasbro Studios, az Atomic Cartoons, a Darby Pop Productions, a  Vision Animation, a Moody Street Kids és a DHX Media gyártásában készült. Műfaja akciófilm-sorozat, kalandfilmsorozat, filmvígjáték-sorozat és sci-fi filmsorozat. Az amerikai Hasbro cégek működése során létrejött, 2012-es Transformers széria. A Hasbro játékgyártó cég Transformers franchise-ának óvodás, illetve kisiskolás korúakat célzó ága. Maga az animációs tévéfilmsorozat a sötétebb hangulatú, tizenéveseknek szánt Transformers: Prime testvérsorozatának tekinthető, azzal egy univerzumban játszódik és több szereplő, például Optimusz fővezér és Űrdongó mindkettőben feltűnik. Egyedülállónak tekinthető abból a szempontból, hogy, témájánál és célkorosztályánál fogva gonosz Transformers szereplők, például Álcák nem szerepelnek, bár történik rájuk utalás.
Az amerikai sorozatpremier 2011. december 17-én volt, 2012. február 18-án kezdődött az első évad vetítése. Magyarországon a Minimax mutatta be, 2013. február 7-ei kezdettel. A magyar szinkront a BTI stúdió készítette, és a Transformers: Prime-mal ellentétben a robotszereplők neve is magyar fordításban hangzik el. Ezek többnyire megegyeznek a Marvel Comics által népszerűsített klasszikus névfordításokkal. Az animációs film által reklámozott játékfigura-sorozatot hazánkban nem forgalmazzák.

## Ismertető
Optimus a Földre küld négy autobotot, név szerint Tűzlovagot, Sziklát, Pengét és Vadászt. 
A történet egyes részei biztonságra tanítanak és felhívják a figyelmet, a leselkedő veszélyekre. Közben remek a szórakozás. A hősök végrehajtanak egy nagyon fontos küldetést, hogy az emberiséget megvédjék. Eközben rengeteget tanulnak is az emberekről. Egy titkos szigeten van az állomásuk, amely technológiailag nagyon fejlett. Egy családdal szövetséget alkotnak, amelynek négy tagjából egy rendőrfőnök, egy tűzoltó, egy pilóta és egy mérnök. A család legfiatalabb tagja Cody, akinek segítségével a főhősök a rendet és a békét szerencsésen fenntartják. Megtanulják azt is, hogy milyen is az igazi hős.

## Szereplők

### Burns Család
- Chief Charlie Burns – A Griffin Rock rendőrség főnöke és a Rescue Team vezetője. Ő Cody, Kade, Dani és Graham apja.
- Cody Burns – A Burns család legfiatalabb tagja. A kora ellenére a csapat kommunikációs tisztviselőjeként cselekszik. Szintén azon van, hogy segítsen a kellemetlen fickóknak, a földön életükbe válni és megszokottan irányítani őket. Az idősebb testvérei között közvetítőként cselekszik. Néha kisegít a terepen, Danival és Pengével. A családja többi része képtelen, hogy megértse, hogy mi az Autobot beszéd.
- Kade Burns – Cody bátyja és Griffin Rock tűzoltó. Van nála némileg egy dicsőség-sertés és nem lelkesedik túl azért, hogy először Tűzlovaggal dolgozik. Bár végül elérik, hogy tiszteljék egymás, de egyikük sem vallaná be azt.
- Graham Burns – Cody bátyja és Griffin Rock építési mérnök. Először neki baja van azzal, hogy működtesse Sziklát. Részben az esedékes saját félreértéseiben. Bár őt izgatja Szikla és az óhajok, hogy Kibetronról tanuljanak. Tévesen elhiszi azt, mert Szikla egy haladó idegen civilizációból van.
- Dani Burns – Cody idősebb nővére és Griffin Rock mentőhelikopter-pilóta. A partnerétől, Pengétől eltérően, Dani szeret repülni és baja van azzal, hogy a magasságoktól való félelme miatt Pengével jöjjön ki, de végül megtudja, miképp lehet dolgozni vele.

## Szereplők
| Szereplő              | Eredeti hang                               | Magyar hang                                         | megjegyzés                                           |
| Mentőbotok            | Mentőbotok                                 | Mentőbotok                                          | Mentőbotok                                           |
| --------------------- | ------------------------------------------ | --------------------------------------------------- | ---------------------------------------------------- |
| Tűzlovag (Heatwave)   | Steven Blum                                | Tokaji Csaba                                        | A Mentő Botok parancsnoka                            |
| Vadász (Chase)        | D.C. Douglas                               | Szatmári Attila                                     | Szabálykővető Mentő Bot                              |
| Penge (Blades)        | Parvesh Cheena                             | Seder Gábor                                         | Légi Mentő Bot                                       |
| Szikla (Boulder)      | Imari Williams                             | Bolla Róbert                                        | Mentő Bot                                            |
| Újonc Mentőbotok      |                                            |                                                     |                                                      |
| Blurr                 | Max Mittelman                              | Szabó Máté                                          | újoncok                                              |
| Segítő (Salvage)      | Jason Marsden                              | Megyeri János                                       | újoncok                                              |
| Quickshadow           | Alex Kingston                              |                                                     | Optimus által beszervezett újonc                     |
| Servo                 | Nem beszél                                 | Nem beszél                                          | A Mentő botok robot-kutyája                          |
| További Transformerek |                                            |                                                     |                                                      |
| Optimus Prime         | Peter Cullen                               | Barbinek Péter Németh Gábor                         | Az Autobotok Vezére, a Mentő Botok mentora.          |
| Örvény (High Tide)    | Michael Bell                               |                                                     | Optimus barátja                                      |
| Űrdongó (Bumblebee)   | Will Friedle                               |                                                     | A Transformers: Robots in Disguise sorozat szereplői |
| Sideswipe             | Darren Criss                               |                                                     | A Transformers: Robots in Disguise sorozat szereplői |
| Burns család          |                                            |                                                     |                                                      |
| Charlie Burns főnök   | Maurice LaMarche                           | Rosta Sándor                                        | Woodrow bátyja, Cody, Dani, Kate és Graham apja.     |
| Cody Burns            | Elan Garfias                               | Bogdán Gergő                                        | Kade, Graham és Dani testvére.                       |
| Kade Burns            | Jason Marsden                              | Berkes Bence                                        | Cody, Graham és Dani testvére. Tűzlovag társa.       |
| Dani Burns            | Lacey Chabert                              | Molnár Ilona                                        | Kade, Graham és Cody testvére. Penge társa.          |
| Graham Burns          | Shannon McKain                             | Joó Gábor                                           | Kade, Dani és Cody testvére. Szikla társa            |
| Woodrow Burns         | Mark Hamill                                | Vári Attila                                         | Charlie öccse.                                       |
| Greene család         |                                            |                                                     |                                                      |
| Dr. Ezra Greene doki  | LeVar Burton                               | Pálmai Szabolcs                                     | A Burns Család barátja, Frankie apja                 |
| Frankie Alma Greene   | Diamond White                              |                                                     | Green doki lánya, Cody legjobb barátja               |
| Anna Baranova         | Kath Soucie                                | Csuha Bori                                          |                                                      |
| További szereplők     |                                            |                                                     |                                                      |
| Luskey polgármester   | Jeff Bennett                               | Kassai Károly                                       | Griffin Rock polgármestere                           |
| Huxley Prescott       | Jeff Bennett                               | Dányi Krisztián                                     |                                                      |
| Dr. Thaddeus Morocco  | Tim Curry (1. évad) Jonny Rees (2-4. évad) | Maday Gábor (1. évad) Mesterházy Gyula (2. évadtól) | A Burns család és a Mentő Botok ellensége            |
| Quint Quarry          | Jim Cummings                               | Renácz Zoltán                                       |                                                      |

## Epizódok

### 1. évad
1. Hősök családja (Family of Heroes)
2. Nyomás alatt (Under Pressure)
3. Nagymenők (Hotshots)
4. Légrák parádé (Flobsters on Parade)
5. Földönkívüli invázió (The Alien Invasion of Griffin Rock)
6. Egy kis vadulás (Walk on the Wild Side)
7. Cody szolgálatban (Cody on Patrol)
8. Négy Bot és egy kicsi (Four Bots and a Baby)
9. Karácsony júliusban (Christmas in July)
10. Mély gond (Deep Trouble)
11. A dínóbot visszatér (Return of the Dinobot)
12. A másik doki (The Other Doctor)
13. Morocco uralkodása (The Reign of Morocco)
14. Apró hősök (Small Blessings)
15. A Griffin Rock-háromszög (The Griffin Rock Triangle)
16. Szabályok és parancsok (Rules and Regulations)
17. Az eltűnt harang (The Lost Bell)
18. Űrdongó, a megmentő (Bumblebee to the Rescue)
19. Letrutymóztalak! (You've Been Squilshed)
20. Visszaszámlálás (Countdown)
21. Kísértetvadászat (The Haunting of Griffin Rock)
22. Kegyes hazugságok (Little White Lies)
23. Rúgd a port (Shake Up)
24. Mentősrác (Rescue Boy)
25. Botok ideje 1. rész (It's a Bot Time)
26. Botok ideje 2. rész – A jövő Botjai (Bot to the Future)

### 2. évad
1. A teleportálás (Road Trip)
2. Az erdőtorony (Sky Forest)
3. A kis felnőtt (One for the Ages)
4. A jéghegy csúcsán (Tip of the Iceberg)
5. Virtuális katasztrófa (A Virtual Disaster)
6. Hipnotizálva (Spellbound)
7. A valóságshow (Prescott's Bots)
8. A gremlinek (Blame the Gremlins)
9. Szörnyeteg hajsza (Feed the Beast)
10. A föld mélyén (What Lies Below)
11. Kitörés a mélyből (What Rises Above)
12. Űrbotok (Space Bots)
13. Selejtek szigete (The Island of Misfit Tech)
14. Az éber város (The Vigilant Town)
15. A cserkésztúra (Buddy System)
16. A griffmadár fészek (In Search of the Griffin's Nest)
17. Botok és tolvajok (Bots and Robbers)
18. A mentőkutya (Rescue Dog)
19. Változások (Changes)
20. (The Riders of Midwinter)
21. A faültetés (Movers and Shakers)
22. (Chief Woodrow)
23. Csapatmunka (Odd Bot Out)
24. A Griffin Rock Expressz (The Griffin Rock Express)
25. A nagy átverés (Double Villainy)
26. A hősök napja (Rise of the Heroes)

### 3. évad
1. Dínókaland (Land Before Prime)[3]
2. A hajtóvadászat / A vadászat (Big Game)[3]
3. Túl sok Kade (Too Many Kades)
4. Az eltűnt hajó (Phantom of the Sea)
5. Kísért a múlt (Unfinished Business)
6. A kupola (No Place Like Dome)
7. Hangyás helyzet (Bugs in the System)
8. Szerepcsere (Switcheroo)
9. Utazás a gyomorba (Bot-Tastic Voyage)
10. Quarry akciója (Quarry vs. Quarry)
11. Ősi lelet (Did You See What I Thaw?)
12. Veszélyes mozizás (The Attack of Humungado)
13. Kicsi és nagy Botok (All Bots Great and Small)
14. Időről időre (Time After Time)
15. Hahó, kalózok! (Pirates Ahoy)
16. Új csapattag (Turning the Tide)
17. Vissza a jövőbe (The Last of Morocco)
18. Az újoncok (The New Recruits)
19. Mentőbot Akadémia (Rescue Bots Academy)
20. Új hős (A New Hero)
21. Négylábú hős (Four-Legged Hero)
22. Veszélyeztetett fajok (Endangered Species)
23. Több mint aminek látszik (More Than Meets the Eye)
24. Éneklő robotok (I Have Heard the Robots Singing)
25. Akkor és most (Now and Then)
26. Ma és mindörökké (Today and Forever)

## Érdekesség
- Optimus Prime és Bumblebee a Transformers: Prime és a későbbi Transformers: Robots in Disguise sorozatok szereplői feltűnnek a sorozatban. Sideswipe a Transformers: Robots in Disguise sorozat szereplője megjelenik a 4. évad 20. részében (The Need for Speed). Valamint az álcákra történik utalás, a 4. évad 20. részében egy álca mini-con (Cyclone) Bounce az egyetlen álca aki feltűnik sorozatban.